# Haselbourg
Haselbourg település Franciaországban, Moselle megyében. Lakosainak száma 297 fő (2022. január 1.). Haselbourg Dabo, Garrebourg, Guntzviller, Saint-Louis és Haegen községekkel határos.

## Népesség
A település népességének változása:
| Lakosok száma | 265  | 299  | 351  | 315  | 320  | 315  | 315  | 330  | 319  | 297  |
|               | 1968 | 1982 | 1990 | 2006 | 2013 | 2015 | 2017 | 2019 | 2020 | 2022 |